# Services industriels de Lausanne
Die Services industriels de Lausanne (SiL) sind ein Schweizer Infrastrukturunternehmen mit Sitz in Lausanne im Kanton Waadt.
Sie bilden eine eigene Verwaltungsdirektion der Stadt Lausanne und sind für die Energieversorgung der Stadt verantwortlich. Die Wasserversorgung der Stadt und Agglomeration Lausanne ist dagegen kein Aufgabenbereich der SiL, sondern gehört zur Verwaltungsdirektion «Sicherheit und Wirtschaft».

Umformerstation Pierre-de-Plan (Bildmitte) in den 1920er Jahren. Luftaufnahme von Walter Mittelholzer (ETH-Bibliothek).

## Geschichte
In Lausanne kamen neue technische Infrastrukturanlagen im 19. Jahrhundert schon früh zur Anwendung. So entstand das erste hydroelektrische Kraftwerk der Schweiz 1882 im Stadtzentrum von Lausanne in der Gegend Couvaloup, um mit der Wasserkraft aus dem Lac de Bret die elektrische Energie für die Beleuchtung des Kantonsspitals zu liefern.
Das städtische Energieunternehmen wurde hingegen erst am 4. Januar 1896 gegründet. Es betreibt in der Region Lausanne Versorgungsnetze für Elektrizität, Gas und Fernwärme und ist zuständig für verschiedene weitere kommunale Dienstleistungen. Darunter nimmt die Beleuchtung des öffentlichen Raumes einen bedeutenden Platz ein. 1846 wurden die ersten Gaslaternen in der Stadt auf der neu geschaffenen Place de la Riponne aufgestellt; diese und die zahlreichen weiteren Gasleuchten gehörten einer privaten Gasgesellschaft, welche die Stadt 1895 durch Kauf übernahm. Im Jahr 1920 wurde die Beleuchtung des öffentlichen Raumes eine Aufgabe des städtischen Elektrizitätswerks. Seit 1964 werden die Strassenlampen von der zentrale Pierre-de-Plan aus ferngesteuert.

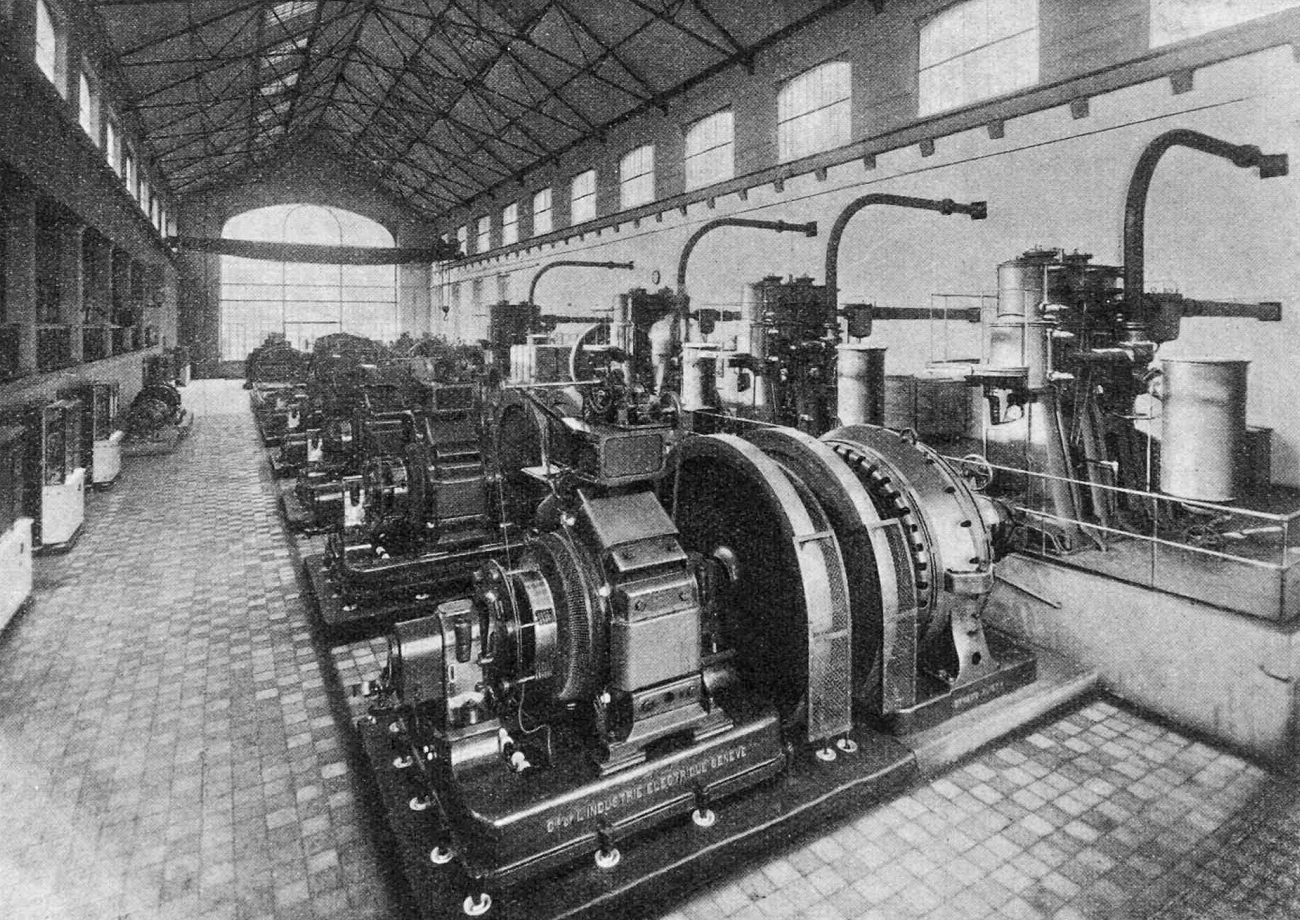
Umformerstation Pierre-de-Plan in Lausanne, 1922

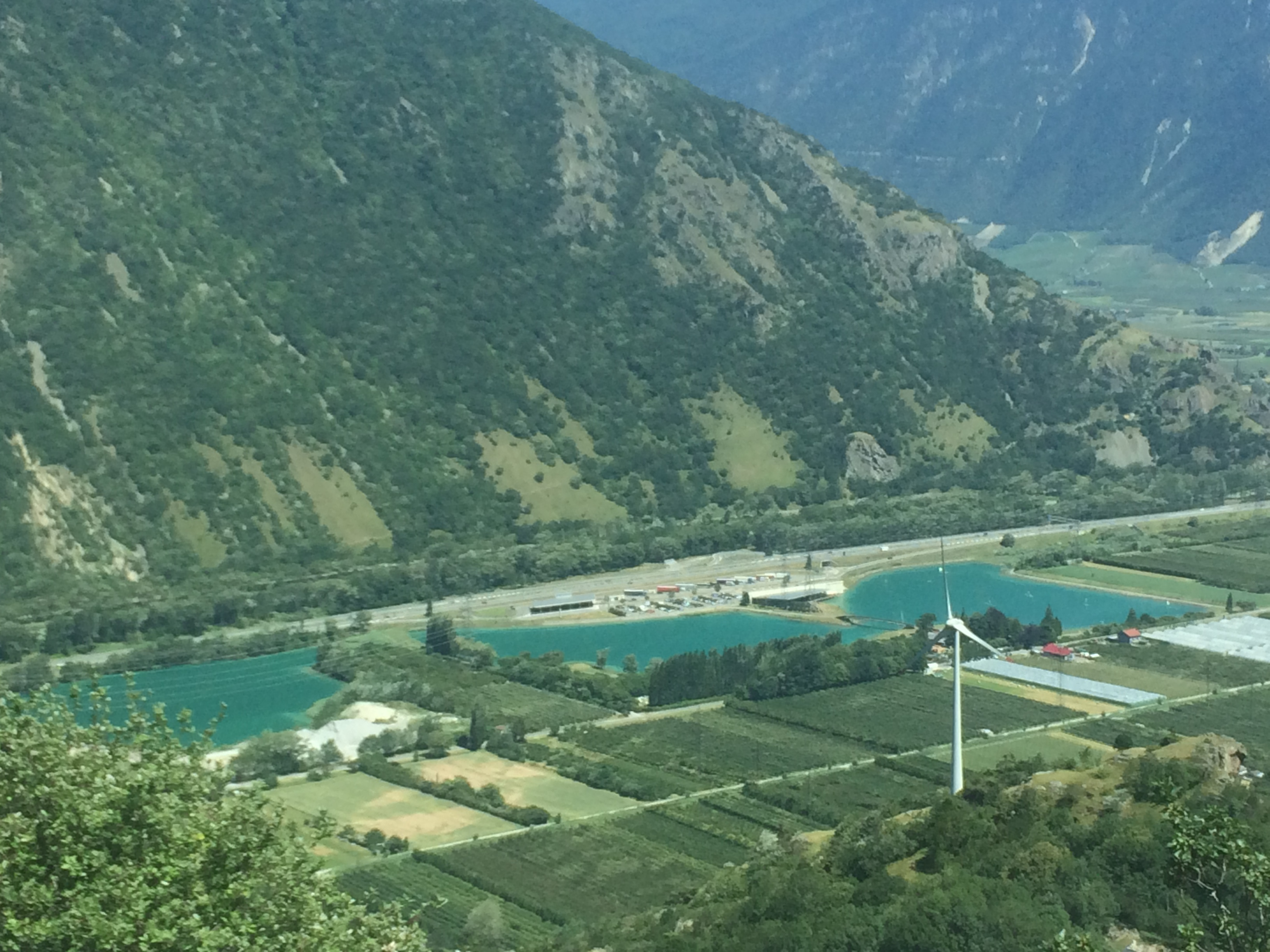
Windkraftanlage Mont d’Ottan

Der elektrische Strom wird grösstenteils in eigenen Kraftwerken produziert. 79,5 Prozent stammen von Wasserkraftwerken. 1902 nahmen die SiL das Kraftwerk Bois-Noir an der Rhone bei Saint-Maurice in Betrieb und 1945 als Ersatz für dieses das leistungsstärkere Kraftwerk Lavey. Die SiL betreiben eine 2008 gebaute Windkraftanlage auf dem Mont d’Ottan bei Martigny und mehrere Fotovoltaikzentralen in Lausanne. Für die Zuleitung und Transformation des Stromes hat SiL eine Beteiligung am Unterwerk Romanel.
1912 wurde das städtische Gaswerk bei Malley in Betrieb genommen. Das Gasversorgungsnetz umfasst heute Leitungen mit einer Gesamtlänge von 753 km in mehr als 40 Gemeinden der Region. Seit 2021 bezieht SiL das Gas zu 90 % aus Norwegen und zu 10 % als Biogas aus Dänemark. Zur Lieferung des Erdgases gründeten die SiL und sechs andere Partner das Gasversorgungsunternehmen Gaznat. Das Gas erreicht die grossen Siedlungszentren am Genfersee über die 1974 verlegte Gaspipeline Gazoduc Suisse Romand.
Das Fernwärmesystem von Lausanne entstand 1934 mit dem Bau der Zentrale Pierre-de-Plan, von welcher aus das Waadtländer Kantonsspital mit Heisswasser versorgt wurde. In der jüngeren Zeit wird die Wärme aus dem Betrieb der Abfallverbrennungsanlage Tridel im Flontal und der Kläranlage am Genfersee gewonnen und zu mehr als 1000 Gebäuden geliefert.
1976 nahmen die SiL ein Kabelfernsehnetz URBA-Tel in Betrieb, woraus inzwischen ein modernes Netz für Informatikdienstleistungen geworden ist.

## Struktur
Die Services industriels de Lausanne sind in sechs Departemente gegliedert:
- Patrimoine
- Réseaux
- Production
- Commercial
- Services partagées
- Secrétariat général